# Hannah Harper
Hannah Harper (Devon, 4 de julio de 1982) es una actriz pornográfica, directora de cine pornográfico y modelo de glamour inglesa retirada. Su debut como modelo se produjo en Londres a los 18 años de edad. Harper fue nombrada la Pet of the Month de abril de 2002 de la revista Penthouse.

## Carrera

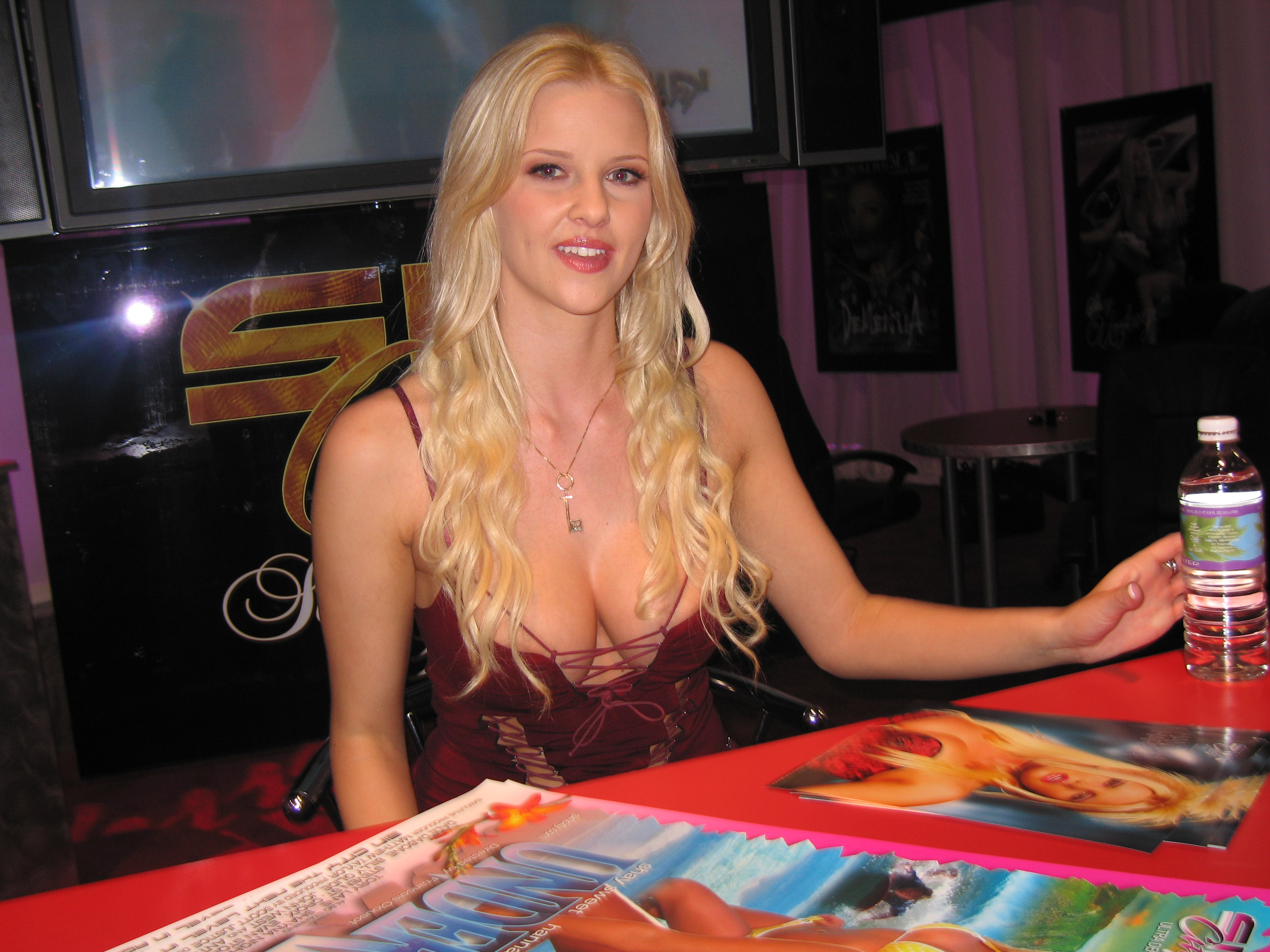
Hannah Harper en la AVN Adult Entertainment Expo 2005

Su nombre proviene de una combinación de los nombres de dos de sus amigas. Apareció varias veces en la revista High Society y la revista Club International. Adicionalmente, en abril fue la chica Penthouse del mes, chica Aziani, y la portada y página central de la revista Hustler en mayo de 2002.
También empezó trabajando como bailarina en varios clubes de streaptease, aprendiendo mucho de Flick Shagwell, pero llegó a decir: "Sabía que no podía bailar... no tengo sentido del ritmo".
A finales de 2006, Harper dijo que se retiraba de Sin City pues deseaba filmar material más suave, pues quería obtener un grado en psicología. A lo largo de este camino interpretó a Ophelia en la serie de Cinemax "Co-Ed Confidential," y en "Christy", y conjuntamente con Nikki Nova en la producción de Digital Entertainment "Busty Cops 2". Recientemente Hannah comenzó a trabajar en el Mundo Fantástico del streap porno de Whorecraft que recibió una gran cobertura en los medios.

## Vida personal
Hannah ha mencionado que ella estuvo una vez casada, pero se divorció y al mismo tiempo cuando ella conoció a Ben English, se encontraba en una relación estable con Mary Carey.

## Premios y nominaciones
| Año  | Premio             | Resultado | Categoría                                        | Película      |
| ---- | ------------------ | --------- | ------------------------------------------------ | ------------- |
| 2002 | Premios NightMoves | Ganadora  | Mejor nueva estrella (elección de los fanáticos) | —             |
| 2003 | Premios AVN        | Nominada  | Mejor nueva estrella                             | —             |
| 2003 | Premios AVN        | Nominada  | Mejor actriz – Video                             | Role Models 2 |
| 2003 | Premios AVN        | Nominada  | Mejor acoplamiento en escena de sexo – Video     | Role Models 2 |